# Gouvernement Queuille II
Pour les articles homonymes, voir Gouvernement Henri Queuille.
Quatrième République
Georges Bidault III René Pleven I
Le deuxième gouvernement Henri Queuille a été le gouvernement de la France du 2 juillet 1950 au 4 juillet 1950.
Henri Queuille est investi par l'Assemblée nationale par 363 voix contre 208 le 30 juin. Mais les socialistes décident de ne pas participer au gouvernement qui penche alors au centre droit. Une coalition de communistes, socialistes et gaullistes lui refuse la confiance le 4 juillet par 334 voix contre 221. Le gouvernement n'ayant duré que deux jours, il est le gouvernement le plus court de l'histoire française tout régime confondu.

## Chronologie

### 1950
- 24 juin : Chute du troisième gouvernement Georges Bidault.
- 25 juin : déclenchement de la guerre de Corée.
- 2 juillet : Début du deuxième gouvernement Henri Queuille.
- 4 juillet : Chute du deuxième gouvernement Henri Queuille.
- 12 juillet : Début du gouvernement René Pleven.

## Composition

### Président du Conseil
| Image | Fonction             |  | Nom            | Parti |
| ----- | -------------------- |  | -------------- | ----- |
|       | Président du Conseil |  | Henri Queuille | RAD   |

### Vice-président du Conseil
| Image | Fonction                  |  | Nom             | Parti |
| ----- | ------------------------- |  | --------------- | ----- |
|       | Vice-président du Conseil |  | Georges Bidault | MRP   |

### Ministres d'État
| Image | Fonction                                                                                       |  | Nom             | Parti |
| ----- | ---------------------------------------------------------------------------------------------- |  | --------------- | ----- |
|       | Ministre d'État, ministre de l'Information                                                     |  | Jean Letourneau | MRP   |
|       | Ministre d'État, chargé des Relations avec les États associés et des Affaires d'Extrême-orient |  | Paul Reynaud    | CNI   |
|       | Ministre d'État, chargé de la Fonction publique et de la Réforme administrative                |  | Paul Giacobbi   | RAD   |

### Ministres
| Image | Fonction                                                    |  | Nom                       | Parti |
| ----- | ----------------------------------------------------------- |  | ------------------------- | ----- |
|       | Ministre de la Justice                                      |  | René Mayer                | RAD   |
|       | Ministres des Affaires étrangères                           |  | Robert Schuman            | MRP   |
|       | Ministre de l'Intérieur                                     |  | Henri Queuille            | RAD   |
|       | Ministre de la Défense nationale                            |  | René Pleven               | UDSR  |
|       | Ministre de la France d'outre-mer                           |  | Paul Coste-Floret         | MRP   |
|       | Ministre des Finances et des Affaires économiques           |  | Maurice Petsche           | PPUS  |
|       | Ministre du Budget                                          |  | Edgar Faure               | RAD   |
|       | Ministre de l'Éducation nationale                           |  | André Morice              | RAD   |
|       | Ministre des Travaux publics, des Transports et du Tourisme |  | Maurice Bourgès-Maunoury  | RAD   |
|       | Ministre de l'Agriculture                                   |  | Pierre Pflimlin           | MRP   |
|       | Ministre du Commerce et de l'Industrie                      |  | Jean-Marie Louvel         | MRP   |
|       | Ministre du Travail et de la Sécurité sociale               |  | Paul Bacon                | MRP   |
|       | Ministre des Anciens combattants et Victimes de guerre      |  | Louis Jacquinot           | CNI   |
|       | Ministre de la Santé publique et de la Population           |  | Pierre Schneiter          | MRP   |
|       | Ministre de la Reconstruction et de l'Urbanisme             |  | Eugène Claudius-Petit     | UDSR  |
|       | Ministre des PTT                                            |  | Charles Brune             | RAD   |
|       | Ministre de la Marine marchande                             |  | Lionel de Tinguy du Pouët | MRP   |

### Secrétaires d'État
| Image | Fonction                                       |  | Nom                  | Parti |
| ----- | ---------------------------------------------- |  | -------------------- | ----- |
|       | Secrétaire d'État à la Présidence du Conseil   |  | François Delcos      | RAD   |
|       | Secrétaire d'État à la Présidence du Conseil   |  | André Dulin          | RAD   |
|       | Secrétaire d'État à l'Intérieur                |  | Jean Berthoin        | RAD   |
|       | Secrétaire d'État à l'Intérieur                |  | Robert Prigent       | MRP   |
|       | Secrétaire d'État aux Forces armées (guerre)   |  | Pierre Montel        | PRL   |
|       | Secrétaire d'État aux Forces armées (marine)   |  | Jean Raymond-Laurent | MRP   |
|       | Secrétaire d'État aux Forces armées (air)      |  | André Maroselli      | RAD   |
|       | Secrétaire d'État aux Affaires économiques     |  | Robert Buron         | MRP   |
|       | Secrétaire d'État à l'Éducation nationale      |  | Paul Devinat         | RAD   |
|       | Secrétaire d'État à l'Industrie et au Commerce |  | André Guillant       | MRP   |
|       | Secrétaire d'État à l'Agriculture              |  | Paul Antier          | PPUS  |
|       | Secrétaire d'État à la France d'outre-mer      |  | Louis-Paul Aujoulat  | MRP   |